# Stipa ambigua
Stipa ambigua är en gräsart som beskrevs av Carlos Luis Spegazzini. Stipa ambigua ingår i släktet fjädergrässläktet, och familjen gräs. Inga underarter finns listade i Catalogue of Life.